# Богатырская атака
Богатырская атака — российский хоккейный приз, существовавший с 2003 по 2004 год. Учредитель — торговая марка «Три богатыря» ООО «ТрансМарк». Лауреатами по опросу любителей хоккея становятся три российских атакующих игрока. Не вручается с 2005 года.

## Положение о призе
1. Приз «Богатырская атака» учреждается торговой маркой «Три богатыря» (ООО «ТрансМарк»).
2. Приз «Богатырская атака» — памятный приз, который вручается трём лучшим игрокам, которые определяются по итогам голосования болельщиков, среди 15 самых результативных по системе «гол+пас» российских хоккеистов Чемпионата России.
3. Порядок и сроки проведения голосования определяются учредителем и публикуются в средствах массовой информации.
4. Приз вручается ежегодно на торжественной церемонии, посвящённой подведению итогов хоккейного сезона, официальными представителями ООО «ТрансМарк».
5. Лауреаты награждаются памятными призами, передаваемыми на постоянное хранение.
6. Использование Приза, его названия, изображения в рекламной и иной коммерческой деятельности возможно после заключения соответствующего договора с ООО «ТрансМарк».
7. Изменения и дополнения к настоящему Положению делаются руководством ООО «ТрансМарк» по представлению Профессиональной хоккейной лиги.

## Все лауреаты
| Сезон     | Игрок                                                 | Команда                                               |
| --------- | ----------------------------------------------------- | ----------------------------------------------------- |
| 2002/2003 | Максим Сушинский Андрей Коваленко Игорь Григоренко    | «Авангард» Омск «Локомотив» Ярославль «Лада» Тольятти |
| 2003/2004 | Максим Сушинский Олег Твердовский Александр Прокопьев | все «Авангард» Омск                                   |